# Mari Kodama
Mari Kodama (Osaka, 1967) es una pianista clásica japonesa. 

## Biografía
Mari Kodama nació en Osaka, pero creció en Alemania y París, debido a que su padre, banquero, viajaba por trabajo a distintos países. Su madre era pianista, pero dejó de dar conciertos para dedicarse a la enseñanza. Tiene una hermana menor, Momo, también pianista.
Quiso empezar a tocar el piano a los dos años, pero sus padres pensaron que era demasiado pequeña. A los tres años ya podía leer notas y, a los diez, decidió que sería concertista en vez de seguir estudios universitarios en Japón. A los catorce años ingresó en el Conservatorio de París, donde estudió piano con Germaine Mounier y música de cámara con Geneviève Joy. También tomó clases con Tatiana Nikoláyeva en el Mozarteum de Salzburgo y con Alfred Brendel. Todavía adolescente, se presentó en varias competencias europeas y, en 1984, hizo su debut en Japón.
Kodama reside en el Área de la Bahía de San Francisco con su marido, el director de orquesta Kent Nagano, y la hija de ambos.

## Carrera
Dio su primera presentación importante en 1987, con el concierto para piano no.3 de Prokófiev, junto a la Filarmónica de Londres. En 1995 hizo su debut en el Weill Recital Hall del Carnegie Hall.
Se ha presentado en los festivales estadounidenses Mostly Mozart, Bard Music Festival y Midsummer Mozart Festival y en festivales europeos como los de Lockenhaus, Lyon, Montpellier, Salzburgo, Aix-en-Provence, Aldeburgh, Verbier, La Roque-d'Anthéron y Évian. En 2014, con su hermana Momo, participó del Festival Internacional Cervantino en México.
En 1999 comenzó su presentación del ciclo completo de las sonatas para piano de Beethoven, que se extendió por tres temporadas consecutivas en Los Ángeles y se presentó también en Tokio y Nagoya.
Kodama es fundadora del festival de música de cámara Musical Days en el barrio de Forest Hill en San Francisco, que presenta junto a Kent Nagano.

## Grabaciones
Entre las grabaciones de Kodama se encuentran las 32 sonatas para piano de Beethoven y dos conciertos para piano de Chopin y Carl Loewe junto a la Orquesta Nacional de Rusia, dirigida por su esposo.